# Gsaritzerbach
Der Gsaritzerbach ist ein Bach in der Gemeinde St. Veit in Defereggen (Bezirk Lienz). Der Bach entspringt an der Südseite der Lasörlinggruppe und mündet südlich der Ortschaft Scheiblraut in die Schwarzach.

## Verlauf
Der Gsaritzerbach entspringt westlich neben der Speikbodenhütte innerhalb bewaldeten Gebiets. Er fließt in der Folge in südlicher bzw. südöstlicher Richtung durch die bewaldeten Südabhänge von Gritzer Riegel und Speikboden und erreicht schließlich bei der Ortschaft Gsaritzen die vor allem durch Wiesen geprägte, offene Kultur- und Siedlungslandschaft der Gemeinde St. Veit. Der Gsaritzerbach schwenkt bei Gsaritzen zunächst kurz nach Osten, bevor er durch die Fraktion Görtschach fließt. Er durchquert hier zunächst in südöstlicher Richtung das Dorf Linden, danach ein Waldstück und fließt zuletzt durch die Streusiedlung Scheiblraut, wo er von links in die Schwarzach mündet. Kurz vor Scheiblraut nimmt der Gsaritzerbach einen Quellbach auf, der im Waldbereich oberhalb von Gsaritzen bzw. Ratschitsch entspringt und zwischen Linden und Ratschitsch hindurch fließt. Dieser Quellbach wird ebenfalls als Gsaritzerbach, in alten Quellen hingegen als Molletz Bach bezeichnet.
Der Gsaritzerbach liegt zwischen dem Einzugsgebiet des Frözbachs im Osten und des Gritzer Almbachs im Westen.